# Język toraja-sa’dan
Język toraja-sa’dan (a. toraja saqdan), także toradża południowy, czasami tae’ – język austronezyjski używany w prowincjach Celebes Południowy i Celebes Zachodni w Indonezji, przez członków grupy etnicznej Toradża.
Według danych z 2000 roku posługuje się nim 750 tys. ludzi. Dzieli się na trzy dialekty: makale (tallulembangna), rantepao (kesu’), toraja barat (mappa-pana), przy czym dialekt rantepao jest najbardziej prestiżowy. Pozostaje w powszechnym użyciu w większości sfer życia (poza komunikacją formalną, gdzie dominuje język indonezyjski). Alternatywna nazwa tae’ (od charakterystycznej formy przeczenia) bywa odnoszona do spokrewnionego języka luwu’-rongkong. 
Został udokumentowany w literaturze. Istnieją różne publikacje opisujące jego słownictwo i gramatykę, a także kulturę Toraja-Sa’dan. Badaniem języka toraja-sa’dan zajmował się m.in. Hendrik van der Veen. Jest zapisywany alfabetem łacińskim.